# Étienne Gailly
Étienne Gailly (Beringen, Bélgica, 26 de noviembre de 1922-3 de noviembre de 1971) fue un atleta belga, especialista en la prueba de maratón en la que llegó a ser medallista de bronce olímpico en 1948. También sirvió como paracaidista durante la Segunda Guerra Mundial.

## Carrera deportiva
En los JJ. OO. de Londres 1948 ganó la medalla de bronce en la maratón, recorriendo los 42,195 km en un tiempo de 2:35:33 segundos, llegando a meta tras el argentino Delfo Cabrera y el británico Thomas Richards (plata).